# Pierre Paul Émile Roux
Pierre Paul Émile Roux (ur. 17 grudnia 1853 w Confolens, zm. 3 listopada 1933 w Paryżu) – francuski bakteriolog. Laureat Medalu Copleya.

## Życiorys
W 1878 roku zaczynał jako uczeń, a następnie współpracownik Ludwika Pasteura. W tym okresie zajmował się badaniami nad wąglikiem, cholerą kur i wścieklizną. W latach 1888–1890 wraz z Alexandrem Yersinem wyodrębnił toksynę błoniczą. W 1898 roku stwierdził przechodzenie tzw. „zarazków przesączalnych” przez filtry porcelanowe. W 1903 roku współpracując z Ilią Miecznikowem prowadził badania nad kiłą, szczepił na nią małpy doświadczalne. W latach 1904–1918 był dyrektorem Instytutu Pasteura w Paryżu. Ponadto wprowadził sprzęt laboratoryjny własnego pomysłu – termoregulatory, próbówki i kolbki – którym przyczynił się do rozwoju bakteriologii. W 1900 przyznano mu tytuł doktora honoris causa Uniwersytetu Jagiellońskiego.